# Pluvier asiatique
Anarhynchus asiaticus
Espèce
Synonymes
Charadrius asiaticus
Statut de conservation UICN

 LC  : Préoccupation mineure

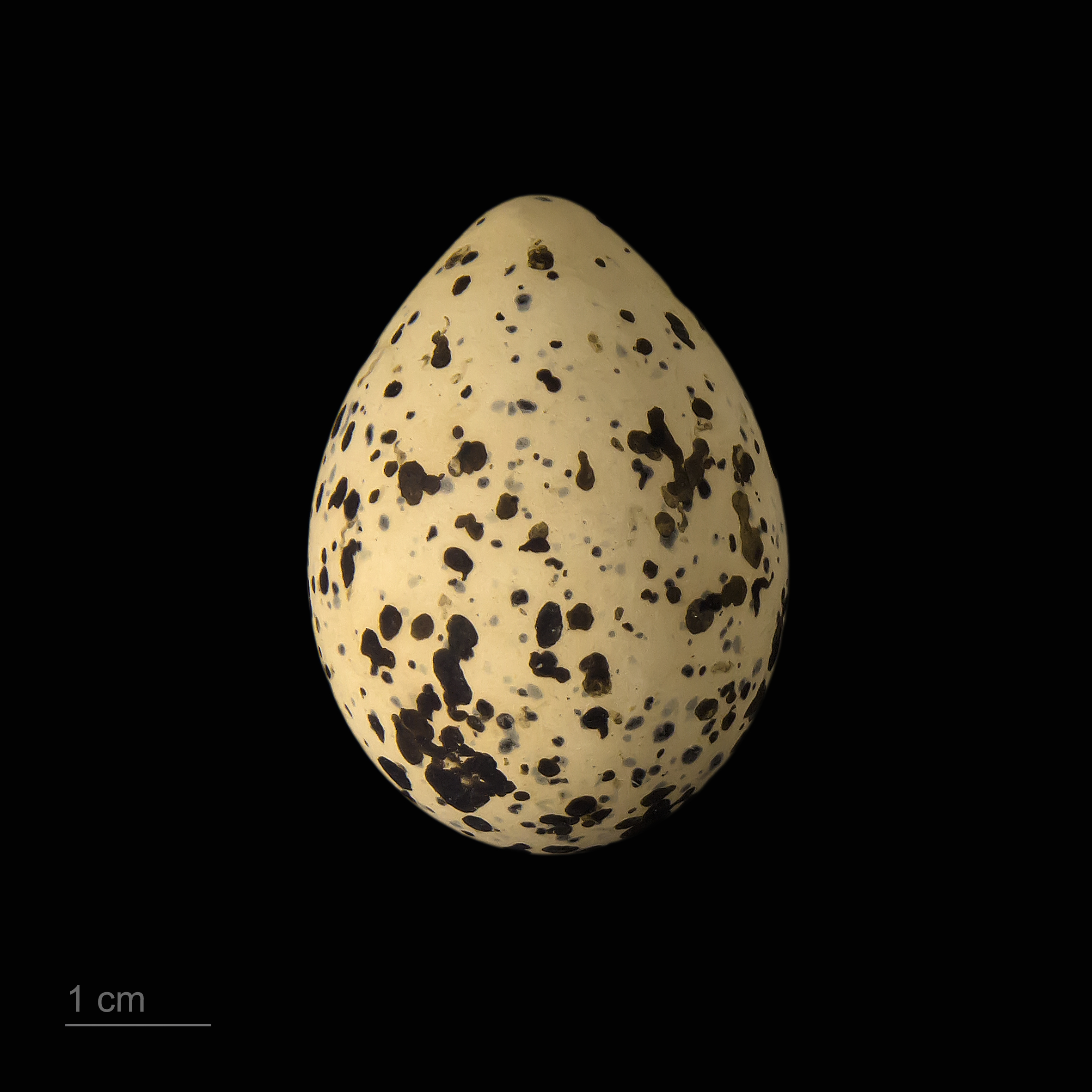
Œuf de Anarhynchus asiaticus - Muséum de Toulouse

Le Pluvier asiatique (Anarhynchus asiaticus, anciennement Charadrius asiasticus) est une espèce d'oiseaux de la famille des Charadriidae.

## Répartition
Cet oiseau vit en Asie centrale, principalement au nord et à l'est de la mer Caspienne.